# Боатенг, Дерек
Дерек Овусу Боатенг (англ. Derek Owusu Boateng; 2 мая 1983, Аккра, Гана) — ганский футболист, полузащитник.

## Карьера

### В юношеских командах
В 10-летнем возрасте поступает в молодёжную академию местного клуба «Либерти Профешнлс», в котором в 1999 году играл вместе со ставшим ныне известным игроком английского клуба «Челси» Майклом Эссьеном.

### Клубная
В возрасте 16 лет Боатенг подписал контракт с греческим клубом «Каламата», в котором играл до перехода в клуб «Панатинаикос» в 2001 году. В последнем Боатенг играл на позициях нападающего и атакующего полузащитника благодаря своей скорости и высокой технике дриблинга. В период с 2002 по 2003 годы был арендован клубом ОФИ.
Шведский агент Боатенга Патрик Мёрк предложил ему присоединиться к шведскому клубу АИК. В августе 2003 года после нескольких месяцев переговоров Боатенг заключил контракт с клубом.
Первый сезон в клубе для Боатенга был крайне неудачным. В первом же матче он получил серьёзную травму, которая не позволила ему полностью восстановиться в том сезоне.
В июле 2006 года Боатенг подписал трёхлетний контракт с израильским клубом «Бейтар». Боатенг сразу же закрепился в основном составе клуба, играя на позиции центрального полузащитника, и стал одним из самых эффективных игроков в чемпионате Израиля. Это, в некоторой степени, помогло клубу «Бейтар» в сезоне 2006/07 в пятый раз в своей истории и впервые за предшествующие 10 лет стать чемпионом Израиля. Боатенг в том сезоне забил 4 гола.
В следующем сезоне Боатенг в составе своего клуба добился очередного чемпионского титула в чемпионате Израиля. В матче финала розыгрыша Кубка Израиля 13 мая 2008 года против команды клуба «Хапоэль» стал единственным игроком своего клуба, который не забил мяч в серии пенальти для выявления победителя в том матче. Но, в итоге, это не помешало команде Боатенга выиграть матч. Боатенг покинул клуб как один из величайших игроков в истории клуба и как самый оплачиваемый игрок в истории чемпионата Израиля.
21 января 2009 года Боатенг подписал контракт с немецким клубом «Кёльн» до 30 июня 2013 года.
Всего через полгода испанский клуб «Хетафе» покупает Боатенга у немецкого клуба за 1 млн евро. Контракт с ним заключён сроком на четыре года.
Летом 2011 года украинский «Днепр» подписал Боатенга за 6 млн евро. Однако футболист не прижился в украинском чемпионате и захотел перейти в «Фулхэм». В «Днепре» у него возник конфликт, который смог резрешить лишь спортивный суд в Лозанне — игрок получил статус свободного агента и переехал в Англию. В составе «Фулхэма» принял участие лишь в 3 матчах.
Летом 2014 года Боатенг вернулся в чемпионат Испании — в «Эйбар».

### В сборной
В составе сборной Ганы принял участие в розыгрыше чемпионата мира среди молодёжных команд 2001 года в Аргентине, на котором его команде удалось попасть в финал, но которая заняла, в итоге, 2-е место, уступив сборной Аргентины со счётом 0:3.

## Достижения
Бейтар (Иерусалим)
- Чемпион Израиля: 2006/07, 2007/08
- Обладатель Кубка Израиля: 2008

Сборная Ганы
- Чемпионате мира среди молодёжных команд: 2001 (финалист)